# Muzeum Kolejnictwa Sardynii
Muzeum Kolejnictwa Sardynii (wł. Museo delle Ferrovie della Sardegna) – włoskie muzeum kolejnictwa znajdujące się w Monserrato koło Cagliari na Sardynii, w pobliżu dworca kolejowego Monserrato San Gottardo (wąskotorowa linia do Mandas, Arbatax i Sorgogno). 

## Historia i zbiory
Placówka została otwarta dla zwiedzających 12 grudnia 1996. Inicjatorem jej powstania był sardyński Urząd Przemysłu Turystycznego. Powierzchnia wystawiennicza wynosi około 1000 m². Muzeum gromadzi i prezentuje eksponaty związane z historią kolei lokalnych na Sardynii (działających od 1860) i podzielone jest na sekcje. Pierwsza z nich zawiera wystawę poświęconą fazie budowy wąskotorowych linii kolejowych na wyspie. Druga sekcja poświęcona jest pracy kolejarzy, narzędziom i maszynom wykorzystywanym w warsztatach (telegraf, sejfy, meble, lampy, zegary, bilety i inne). Kolejna dotyczy utrzymania ruchu wraz ze sprzętem używanym przez obsługę, a także rozkładom jazdy i innej dokumentacji. Czwarta sekcja to wystawa zabytkowego taboru i części. Znajdują się tu m.in. lokomotywy parowe Winterthur 43 Goito z 1893 i Reggiane FCS 402 z 1931. Niektóre lokomotywy nadal wykorzystywane są w ruchu turystycznym (m.in. parowóz Bauchiero z 1911) i z tego powodu budynki muzeum są połączone bocznicą ze stacją Monserrato San Gottardo. Na stanie placówki pozostaje działający model promu Gennargentu, jak również salon sardyńskiego pociągu królewskiego, wyposażony w niskie fotele wykonane specjalnie dla króla Wiktora Emanuela III, charakteryzującego się niskim wzrostem. 